# Markus Katzer
Markus Katzer (Viena, 11 de Dezembro de 1979) é um jogador de futebol austríaco. 

## Seleção
Ele integrou a Seleção Austríaca de Futebol na Eurocopa de 2008.

## Títulos
- Campeonato Austríaco (2): 2005, 2008